# (6418) Hanamigahara
(6418) Hanamigahara (1993 XJ) – planetoida z pasa głównego asteroid okrążająca Słońce w ciągu 3,4 lat w średniej odległości 2,26 j.a. Odkryta 8 grudnia 1993 roku.